# Старогородка (село)
Старогородка - колишнє село Остерського району, Чернігівської області, тепер мікрорайон Остра.

## Історія
Станом на середину XIX ст. село налічувало 50 дворів та 388 мешканців. В Старогродці існувала Троїцька православна церква  та два водяні млини.
Станом на 1946 рік центр Старогородської сільської ради Остерського району, якій підпордяковувались також село Юськова Гребля та хутори Вільний (Упирі), Жуківщина,  Любечанинів, Поленки.